# ベルキューズ (装甲艦)
| 写真はベルキューズを描いた絵画。 | |
| 艦歴                             | |
| 発注                             | トゥーロン造船所 |
| 起工                             | 1863年9月 |
| 進水                             | 1865年9月6日 |
| 就役                             | 1866年 |
| 退役                             | |
| その後                           | 1890年に標的艦として沈没処分。 |
| 除籍                             | 1886年 |
| 前級                             | |
| 次級                             | Alma級 |
| 性能諸元（竣工時）               | |
| 排水量                           | 常備：3,717トン |
| 全長                             | 70.0m -m（水線長） |
| 全幅                             | 14.0m |
| 吃水                             | 6.7m |
| 機関                             | 型式不明石炭専焼円缶4基 +レシプロ1基1軸推進                                                                                                 |
| 最大 出力                        | 1,200hp |
| 最大 速力                        | 11.0ノット(機関航行時) |
| 航続 距離                        | -ノット/-海里 |
| 燃料                             | 250トン（石炭） |
| 乗員                             | 300名 |
| 兵装                             | 1864年型 19.3cm（18口径）単装砲4基 1856年型 16.5cm（-口径）単装砲6基（1870年型 14 cm（-口径）単装砲5基に換装） 3.7cm（23口径）回転式機砲4基 |
| 装甲（鉄製）                     | 舷側：150mm 甲板：なし 砲郭部：120mm（平面部）                                                                                              |

ベルキューズ  (Belliqueuse) は、フランス海軍が建造した二等装甲艦である。同型艦はない。

## 概要
本艦は植民地防衛のために建造した装甲艦である。

## 艦形と武装
船体の基本形状は同世代のフランス装甲艦と同じく艦首水面下に衝角をもつ平甲板型船体に3本のマストと中央部に1本煙突を持つ当時の一般的な装甲艦の形態である。水線面には厚さ150mm装甲を、砲郭部に120mmの装甲板を広範囲に貼っており、舷側の砲郭部に19.3cmライフル砲を片舷2基ずつ計4基を配置しており、副武装として16.5cm単装砲を5基搭載している。後に副武装は16.5cm砲からより速射性に優れた14cm単装砲5基に換装され、近接戦闘用に3.7cm回転式機砲（ガトリング砲）4基を甲板上に設置した。

## 参考図書
「世界の艦船増刊　フランス戦艦史」(海人社)
- 「Conway All The World's Fightingships 1860-1905」（Conway）